# 송희립
송희립(宋希立, 1553년~1623년 12월 20일)의는 신중(信仲), 본관은 여산(礪山), 전라도 고흥(高興) 사람이다. 현감(縣監) 송관(宋寬)의 둘째아들로 형은 송대립(宋大立)이다. 조선 중기의 무신으로선조1583(선조 16년) 별시(別試) 무과(武科)에 급제하여 임진왜란 때 이순신 장군의 휘하에서 수군으로 활약하였다.

## 생애
송희립은 1553년 전남 고흥군 동강면 마륜리에서 송관의 아들로 태어났다. 본관은 여산(礪山)이며, 호는 삼규당(三規堂), 자는 신중(信仲)이다. 송간(宋侃)의 6대손으로, 송간은 1455년 왕명으로 호남 지방을 순시하던 중 세조에 의해 단종이 영월로 쫓겨 갔다는 소식을 듣고 전남 고흥군 동강면 마륜리에 은거하다가 생을 마감한다. 이후 그의 후손들이 그곳에 정착을 한다. 형제로는 형 송대립과 아우 송정립이 있으며, 이후 3형제 모두 임진왜란에 참전을 한다.
1583년 선조 16년, 별시로 치른 무과에 합격하였다. 지도만호, 양산군수, 다대포첨사, 경상우후 등을 지냈으며, 1591년 이순신 장군의 직속군관이 되었다. 거북선 건조교육과 감독을 맡다가, 임진왜란과 정유재란 기간 동안에는 이순신 장군의 핵심참모로서 뛰어난 지략과 용맹성을 떨쳤다.
1592년 선조 25년 임진왜란이 일어나자 녹도만호 정운의 군관으로서 5월 1일 거제에서 왜병을 격파하고, 남해 앞바다에서 머물며, 이순신과 함께 원균 등과 합동 작전을 벌일 것을 주장하여, 옥포해전, 사천해전, 한산 대첩, 부산포 해전에서 큰 공을 세운다. 지도만호(智島萬戶)가 되어 형 송대립과 함께 이순신의 휘하에서 활약하였다. 원균이 왜적에 겁을먹고 도망하여 경상도해역이 위험에 빠졌을 때에는 '적을 토벌하는 데는 우리 도와 남의 도가 따로 없다. 적의 예봉을 먼저 꺾어 놓으면 본 도 역시 보전할 수 있다'고 하니 이순신이 크게 기뻐하였다"
1597년 선조 30년, 왜군들은 명나라와 화의가 결렬되자 이번에도 부산을 공략한 다음, 전라좌수군이 있는 여수 본영과 1관4포가 있는 고흥반도로 재차 침입하여 바다와 육지가 초토화된다. 한편 송희립 장군의 친형 송대립 장군은 정유재란 때 백의종군하는 이순신 장군을 수행하며 수군 재건 사업을 돕고 육지에서는 의병을 일으켜 왜군들과 맞서 싸우다가 군사요충지로 알려진 고흥 첨산전투에서 중과부적으로 전사한다. 이순신 장군은 칠천량해전에서 패하고 남은 12척의 전선(戰船)을 지휘하며 진영을 진도 벽파진, 해남 우수영, 완도 고금도 등으로 옮겨 다니면서 명량해역 부근에 이르러 아군 13척과 왜선 333척이 서로 피할 수 없는 명량해전이 벌어진다. 이순신 장군은 한 치의 물러섬 없이 "필사즉생(必死則生) 필생즉사(必生則死)"를 외치자 송희립, 송정립 형제들과 제장들이 모두 혼연일체가 되어 왜선 33척을 격침시키는 등 왜군들의 기세를 완전 꺾어 버렸다.
1598년 선조 31년 왜장 도요토미가 갑자기 병사하자 왜군들이 크게 동요하기 시작했다. 그리고 고니시는 명나라 진린에게 화친을 청하면서 남해안에 있는 모든 퇴로를 열어 줄 것을 제의하여 그 약속을 받아 냈으나, 이순신, 송희립 장군 등은 이를 끝까지 완고히 거절한다. 이후 적장 고니시가 일본으로 퇴각하기 앞서 사천에 있는 시마쓰 요시히로(島津義弘)와 남해에 있는 시라노부(宗調信)에게 왜선 500여 척을 모두 노량 앞바다에 집결하도록 요청한 사실이 알려진다. 이때 이순신 장군은 고흥 나로도에 머물면서 군관 송희립 장군에게 노량해역에 왜선들로 진을 치고 있는 그곳에서 승리할 수 있는 계책을 묻자 "적이 이미 거점(노량)을 형성하고 있으니 힘으로 취하기는 어려움이 많으니 이제 명군과 아군이 수륙으로 연대하여 만약 육군이 예교(曳橋)를 압박한다면 수군은 장도(獐島)에 거점하여 영남의 해로를 막을 것"이라고 말했다.
이어 "적들은 내외로 막히고 허리 부분 역할을 못해 사천의 적은 반드시 돕지를 못할 것이며 서로 돕고자 하여도 피차간 호령이 통하지 않아 상응할 수 없게 되면 그 군사들은 군량이 고갈되고 그 군세가 좌절되어 사면이 고립되면 고니시 유키나가는 살 수 없을 것이다"고 말하자 이순신이 크게 기뻐했다는 내용들이 <선조중흥> <노량기사> 등에 자세히 기록되어 있다. 이와 같이 송희립 장군의 계책대로 육지와 바다에서 몇 개월 동안 봉쇄 작전을 펼치자 왜군들의 세력은 급격히 저하되어 명나라 진린 제독에게 화친을 청해 온다. 이때 송희립 장군이 나서서 "그들이 전령을 보내는 것은 각군에 구원을 청하여 전쟁일자를 약속한 것이니 마지막에 가서는 틀림없이 공격할 것이다. 이곳은 복배(腹背)와 같은 곳이라 적의 공격을 받으면 아군은 패하게 됨으로 큰 바다로 옮겨 싸우는 것보다 못할 것 같다"고 말했다. 11월 18일 밤 10시쯤 조선 해군은 야음을 틈타 조명연합함대 146척을 앞세워 선제공격에 나선다. 남해 관음포 앞 바다에 이르러 왜선 500여 척과 교전하다가 명나라 전선이 갑자기 집중포위를 당해 여기에 탑승해 있던 명나라 진린 제독이 위험에 처하게 된다.
이 때 이순신과 송희립 장군 등이 왜군들의 집중포화를 뚫고 구출하는 과정에서 적들에게 노출되어 그 위치에 있던 송희립 장군은 중상을 당하고 이순신 장군은 다음날 새벽 2시경에 전사했다. 그 밖에 이영남, 박덕룡, 고득장, 이언량 등이 전사했다. .
1601년 5월에는 양산군수를 제수받았고, 8월에는 다대포 첨사(多大浦僉使)로 제수받았다. 이후 1611년 광해군 4년 전라좌도 수군절도사가 되었다.
1619년 67세 때 별장으로 재직하였으며, 주사청의 업무로 경상도에 파견되었다.
1623년 3월 12일 (음력) 인조반정이 일어나 광해군은 정권을 잃었으며, 그해 12월 20일 71세의 일기로 세상을 떠난다.
송희립은 흥양(현 전라남도 고흥)의 《세충사》에 제향되었다. 그 후 장군의 호국충절을 기리는 곳은 《제동서원》, 《충무사》(순천, 한산, 고흥), 《무광사》 등에도 배향되고 있다. 육군에서는 광주 상무대에도 이순신, 정운 장군의 동상과 함께 송희립 장군의 동상이 세워져 있다.

## 가족
- 고조부 : 송사안(宋思安) - 부사(府使)
  - 증조부 : 송유정(宋有貞) - 첨사(僉使)
    - 조부 : 송옥형(宋玉衡) - 현감(縣監)
      - 부 : 송관(宋寬) - 현감(縣監)
      - 모 : 보성선씨(寶城宣氏) - 선응조(宣應祚)의 따님.
        - 부인 : 김해김씨(金海金氏) - 김사유(金泗維)의 따님.
        - 후부인 : 여산오씨(礪山吳氏) - 부사(府使) 오응정(吳應鼎)의 따님.
          - 송수宋穗) - 주부(主簿)
          - 송색(宋穡)
          - 송능(宋稜)
          - 송기(宋穊)
          - 송적(宋積)

        - 송대립 (형) - 임난공신
        - 송희립 - 임난공신
        - 송정립 (동생) - 임난공신

## 관련 서적
송희립의 활약이 기록된 책자로는 다음과 같은 것들이 있다.
- 《조선왕조실록》
- 《난중일기》
- 《장계》
- 《임란기사》
- 《선조중흥지》
- 《충무공행록》
- 《은봉야사별록》
- 《백사제장사론》백사는 이항복의 호
- 《옥포파위병장》
- 《당포파위병장》
- 《충민사기》
- 《은곡실기》
- 《연려실기술》
- 《호남절의록》
- 《정충장공실기》(鄭忠壯公實記) - 녹도만호 정운의 일기
- 《은봉전서》(隱峯全書) 은봉 안방준의 전서, 38권 18책, 부록 2권 2책

노량기사(露梁記事)(10권 분량)에는 "이순신은 송희립(宋希立)의 계책을 수용하여 명군(明軍)과 연합하여 1598년 11월에 노량에서 왜적과 싸우던 중 적의 유탄에 맞아 전사하였다. 전사 사실을 군중에 알리지 않고 싸워 왜적을 크게 깨뜨렸다."라는 내용을 적고 있다.
- 《문정공유고》(文貞公遺稿) 송시열과 송준길의 문인인 민유중의 유고집

청송희립후손록용사장(請宋希立後孫錄用事狀)에는 이순신을 도와서 무공을 세웠던 宋希立의 후손을 관직에 등용해 주는 것이 마땅하다는 내용이 들어있다.

## 기타
송희립 장군의 호국충절을 기리기 위해 제동서원, 충무사, 무광사 등에서 배향하고 있다. 또 육군에서는 광주 상무대(육군포병학교 장성으로 이전)에다가 이순신, 송희립, 정운 장군의 동상 세워 투철한 군인 정신을 함양하고 있다.

## 관련 작품
- 《불멸의 이순신》 (KBS1, 2004년~2005년, 배우:김명국)
- 《징비록》 (KBS1, 2015년, 배우:전승빈)

## 같이 보기
- 여산 송씨